# Anna Maria Chio
Anna Maria Chio, nota anche con lo pseudonimo di Annamaria Chio (...), è un'attrice e regista teatrale italiana.

## Biografia
Inizia giovanissima recitando con Warner Bentivegna e Virna Lisi nello sceneggiato televisivo Rai Una tragedia americana. Sotto la direzione artistica dell'Istituto nazionale del dramma antico, nel 1964 è al Teatro Greco di Siracusa con Andromaca di Euripide, per la regia di Mario Ferrero e Giorgio Pressburger. Nel 1969 viene scelta da Pier Paolo Pasolini per il film Medea, con Maria Callas, mentre nel 1972 è nel cast di Senza famiglia, nullatenenti cercano affetto di Vittorio Gassman, con Gassman stesso e Paolo Villaggio. Nello stesso anno è in Mio caro assassino di Tonino Valerii con George Hilton. Recita poi in televisione nel 1973 con Mario Scaccia in Romani de Roma di Piero Panza, sceneggiato da Ettore Petrolini. Sulla scia della moda dell'epoca, nel 1975 è anche coprotagonista del fotoromanzo Il segreto, scritto e sceneggiato da Ugo Fornari, con Paola Pitagora e Francesco Casaretti. Negli anni '70 è in tournée teatrale con La figlia di Iorio di Giancarlo Cobelli, messo in scena al Teatro Stabile d'Abruzzo. Nel 1980 è scelta da Gian Maria Volonté nel cast di Stark System, accanto allo stesso Volonté e a Dalila Di Lazzaro. Nello stesso anno ha anche una piccola parte nel capolavoro di Federico Fellini La città delle donne, con Marcello Mastroianni. Nel 1993 scrive e mette in scena a Roma la pièce teatrale Da piccola ero molto normale, prodotta da Saviana Scalfi.
Nel 1999 pubblica il libro di poesie Un vuoto di pieno, con un'introduzione di Lia Levi. Nel 2004 scrive la prefazione al libro Bisogno di vivere di Justin Wandja. Ha scritto una serie radiofonica in dieci puntate per Rai 3. Nel 2007 scrive e dirige il cortometraggio Le cannibale, con Adelaide Aste, Tatiana Winteler, Jole Rosa e la stessa Chio, prodotto con IMAIE e presentato in concorso ai David di Donatello 2008.
A lungo attrice e docente di teatro, amica di Carmelo Bene e di Pierpaolo Pasolini, ha avuto una relazione col cantautore Piero Ciampi.

## Filmografia

### Cinema
- I ragazzi che si amano, regia di Alberto Caldana - documentario (1963)
- Medea, regia di Pier Paolo Pasolini (1969)
- Il suo nome è qualcuno (The Last Rebel), regia di Larry G. Spangler (1971)
- Mio caro assassino, regia di Tonino Valerii (1972)
- Bronte: cronaca di un massacro che i libri di storia non hanno raccontato, regia di Florestano Vancini (1972)
- Senza famiglia, nullatenenti cercano affetto, regia di Vittorio Gassman (1972)
- L'assassino, speranza delle donne, regia di Giuseppe Gatt (1977)
- Stark System, regia di Armenia Balducci (1980)
- L'ultimo spettacolo di Nora Helmer, regia di Carlo Quartucci (1980)
- La città delle donne, regia di Federico Fellini (1980)
- La disubbidienza, regia di Aldo Lado (1981)
- Allullo drom - L'anima zingara, regia di Tonino Zangardi (1992)
- Le cannibale, regia di Anna Maria Chio (2007)

### Televisione
- Una tragedia americana, regia di Anton Giulio Majano (1962)
- La signorina, regia di Marcello Sartarelli (1963)
- Nozze di sangue, regia di Vittorio Cottafavi (1963)
- Paura per Janet, regia di Daniele D'Anza (1963)
- Donna Rosita nubile, regia di Mario Ferrero (1965)
- Le troiane, regia di Vittorio Cottafavi (1967)
- La donna di quadri, regia di Leonardo Cortese (1968)
- Romani de Roma, in Seguirà una brillantissima farsa..., regia di Piero Panza (1973)
- Alla conquista di Roma, regia di Sergio Martino (1985)
- Fai correre il dottore, regia di Slaven Rogosic (2003)

## Opere

### Teatro
- Anna Maria Chio, Passato remoto, 1982.[11]
- Anna Maria Chio, Da piccola ero molto normale, 1993.[5][4]

### Letteratura
- Anna Maria Chio, Un vuoto di pieno, prefazione di Lia Levi, Palermo, Ila Palma, 1999.
- Justin Wandja, Bisogno di vivere, prefazione di Anna Maria Chio, Synergica, 2004.